# 舒慕同
舒慕同（1915年10月—2016年12月29日）字子游，锡伯族，吴扎拉氏，伊犁锡伯营正白旗人，新疆伊宁人。中华人民共和国官员、作家、历史学家。

## 生平
1924年，舒慕同进入惠远汉文小学学习。1926年到1929年，留学苏联阿拉木图。1934年，又留学苏联塔什干，考入中亚矿业学院。1936年因成绩优秀，获得该校“斯大林学习突击手”称号。1937年，因时局变化，提前离开学校回国。1938年到1944年，在伊宁五族中学俄文班担任中文、中国历史、地理教员兼俄文翻译，并且在锡伯班任锡伯文教员，还编写了《锡伯语法》讲义，翻译了《鲁滨逊漂流记》。
1944年11月三区革命爆发后，1944年12月舒慕同到民族军总部（时为游击队总部）侦察处担任上士俄文翻译。1946年，历任中尉副处长、少校和中校处长。任内，他参与组建锡伯骑兵独立连。他还编写了一首弘扬锡伯族人世代相传的《三十四个巴图鲁》的歌曲。1945年夏，他和赵德林请示三区革命政府宣传部部长阿巴索夫批准，成立了锡伯族历史上首份锡伯文报纸《尔放阿吉尔报》（今名《察布查尔报》）。
1946年，三区革命政府同国民政府和谈成立联合政府，国民政府派员到三区监督选举各县县长。1946年底，舒慕同当选为苏木尔县（1945年三区革命政府改宁西县设，如今为察布查尔锡伯自治县）县长。任内，获三区革命政府授予“斯提克拉里亚提”一等金质勋章、二等银质勋章以及“裴达依”英雄奖章。在县长任上，舒慕同取消了前任县长恢复的清朝八旗官名“领队大臣” 、“总管”等名，禁赌并关闭全部赌博场所，发动农民清查各自牛录与机关的帐目，查处并撤职贪腐官员，规定待婚男女须到县医院检查合格才可结婚。
1947年，因满文有多余字母及发音不一致的情况，经锡索协会改革，舒慕同支持并在县议会备案，将锡伯人使用语文的名称改为“锡伯文”。舒慕同也在任内推广锡伯文，政府全部正式文件和布告等都使用锡伯文，提倡锡伯语文的文学艺术、歌舞戏剧、秧歌等等。舒慕同还译有俄国普希金的儿童诗《金鱼》及果戈理《钦差大臣》剧本。
1948年春，舒慕同召集各牛录官绅开会讨论成立锡伯族历史上第一所锡伯中学。舒幕同还亲去政府教育部长赛福鼎处，使锡伯中学全部经费纳入政府教育预算。舒慕同在六牛录公地拨给锡伯中学40亩耕地，当作锡伯中学附属农场，并调头牛录小学校长何全喜担任锡伯中学第一任校长。
1949年，兰州战役后，中国人民解放军逼近新疆，驻新疆的10万国军动向待定，舒慕同奉调回民族军侦察处担任中校处长。
1949年10月新疆和平解放后，1949年11月，舒慕同调任新疆省公安厅副厅长。经中共中央新疆分局书记王震、副书记徐立清及各位委员分别介绍，1949年12月30日，舒慕同等15位新疆各民族干部在中共中央新疆分局所在地迪化市新疆分局办公大楼集体宣誓加入中国共产党（无候补期），舒慕同成为中华人民共和国时期中国共产党在新疆发展的首批少数民族党员之一。任新疆省公安厅党组副书记。同时获得西北军政委员会授予“人民功臣”及“解放大西北”荣誉奖章。1953年，到中共中央高级党校学习，被推选为新疆班党支部副书记。1957年，当选为中共新疆维吾尔自治区党委委员，任新疆维吾尔自治区公安厅第一副厅长、新疆维吾尔自治区外事委员会委员、新疆维吾尔自治区保密委员会副主任等职。1960年，调任新疆维吾尔自治区农垦厅副厅长、党组成员。1978年，调任新疆维吾尔自治区民族事务委员会副主任、党组成员。1978年到1985年，当选为新疆维吾尔自治区政协委员、常委。
1980年9月，察布查尔锡伯自治县成立锡伯语言文字研究会，舒慕同任名誉会长。1980年，乌鲁木齐的锡伯族人士成立“乌鲁木齐锡伯语言协会”，舒慕同当选为会长。1980年，他与何忠德请示中共新疆维吾尔自治区党委宣传部和新疆维吾尔自治区人民政府有关部门批准，恢复锡伯出版社、锡伯文教育出版社等机构。他还曾兼任新疆维吾尔自治区作家协会会员、翻译协会会员，锡伯文化协会首任会长、顾问组长，新疆维吾尔自治区老年人体协常委、顾问。1984年离休。他曾获新疆工作三十年纪念章、纪念抗日战争胜利60周年纪念章。
2016年12月29日凌晨，於新疆醫科大學第一附屬醫院逝世。

## 著作
舒慕同著有专著、论文、文史资料、诗歌多篇。其中专著及中长篇小说主要有：
- 《汗亚依拉克之战》
- 《莲花妈妈》
- 《精河》
- 《开寿》
- 《张格尔之战》
- 《三个代表》
- 《伊车嘎善游击队》
- 《回族骑兵团》
- 《蒙古骑兵团》
- 《中国俄罗斯简史》（合作）
- 《清末民初锡伯青年留俄，留苏记事》[1][3]

舒慕同译有《一位锡伯老人对19世纪60年代伊犁塔兰其和东干暴动的回忆》。